# ITF Women’s World Tennis Tour 2022 (Juli–September)
In den folgenden Tabellen werden die Tennisturniere des dritten Quartals der ITF Women’s World Tennis Tour 2022 dargestellt.

## Turnierplan
| Kategorien            | Kategorien           |
| World Tennis Tour 25+ | World Tennis Tour 15 |
| --------------------- | -------------------- |
| W100                  | —                    |
| W80                   | —                    |
| W60                   | —                    |
| W25                   | —                    |
| —                     | W15                  |

### Juli
| Datum 1 | Turnierort                                                                            | Siegerin Einzel            | Siegerinnen Doppel                                |
| ------- | ------------------------------------------------------------------------------------- | -------------------------- | ------------------------------------------------- |
| 4.7.    | Versmold Reinert Open 2022                                                            | Linda Nosková              | Anna Danilina Arianne Hartono                     |
| 4.7.    | Amstelveen Amstelveen Women’s Open 2022                                               | Simona Waltert             | Aliona Bolsova Guiomar Maristany Zuleta de Reales |
| 4.7.    | Corroios                                                                              | Lesley Pattinama Kerkhove  | Justina Mikulskytė Wong Hong-yi                   |
| 4.7.    | Getxo                                                                                 | Séléna Janicijevic         | Jéssica Bouzas Maneiro Leyre Romero Gormaz        |
| 4.7.    | Casablanca                                                                            | Chantal Sauvant            | Anastassija Gurjewa Laïa Petretic                 |
| 4.7.    | Monastir                                                                              | Yasmine Mansouri           | Valentina Ivanov Lisa Mays                        |
| 4.7.    | Fountain Valley                                                                       | Yang Ya-yi                 | Hind Abdelouahid Yang Ya-yi                       |
| 11.7.   | Rom Antico Tiro a Volo 2022                                                           | Tara Würth                 | Andrea Gámiz Eva Vedder                           |
| 11.7.   | Liepāja Liepāja Open 2022                                                             | Emma Navarro               | Dalila Jakupović Ivana Jorović                    |
| 11.7.   | Aschaffenburg Schönbusch Open 2022                                                    | Jéssica Bouzas Maneiro     | Irina Chromatschowa Marija Timofejewa             |
| 11.7.   | Nur-Sultan                                                                            | Marija Tkatschowa          | Momoko Kobori Ankita Raina                        |
| 11.7.   | Guimarães                                                                             | Rosa Vicens Mas            | Francisca Jorge Matilde Jorge                     |
| 11.7.   | Roehampton                                                                            | Danielle Lao               | Naiktha Bains Maia Lumsden                        |
| 11.7.   | Cancún                                                                                | Victoria Rodríguez         | Jessica Hinojosa Gómez Victoria Rodríguez         |
| 11.7.   | Casablanca                                                                            | Yasmine Kabbaj             | Anastassija Gurjewa Laura Hietaranta              |
| 11.7.   | Don Benito                                                                            | Valentina Ryser            | Emilie Lindh Valentina Ryser                      |
| 11.7.   | Monastir                                                                              | Zeynep Sönmez              | Chen Mengyi Zdena Šafářová                        |
| 11.7.   | Lakewood                                                                              | Han Jiangxue               | Makenna Jones Brienne Minor                       |
| 18.7.   | Evansville The Women’s Hospital Classic 2022                                          | Ashlyn Krueger             | Kolie Allen Ava Markham                           |
| 18.7.   | Vitoria-Gasteiz World Tennis Tour W60 Open Araba en Femenino 2022                     | Jessika Ponchet            | Maria Bondarenko Ioana Loredana Roșca             |
| 18.7.   | Olmütz ITS Cup Olomouc Open 2022                                                      | Sára Bejlek                | Giulia Gatto-Monticone Sada Nahimana              |
| 18.7.   | Nur-Sultan President’s Cup 2022/Damen                                                 | Moyuka Uchijima            | Marija Tkatschowa Anastassija Solotarjowa         |
| 18.7.   | Figueira da Foz                                                                       | Jamie Loeb                 | Alexandra Bozovic Francisca Jorge                 |
| 18.7.   | Perugia                                                                               | Séléna Janicijevic         | Veronika Erjavec Walerija Strachowa               |
| 18.7.   | Saskatoon                                                                             | Victoria Mboko             | Kayla Cross Marina Stakusic                       |
| 18.7.   | Darmstadt Tennis International Darmstadt 2022                                         | Antonia Ružić              | Elena Malõgina Alice Robbe                        |
| 18.7.   | Les Contamines-Montjoie                                                               | Jenny Lim                  | Naïma Karamoko Valentina Ryser                    |
| 18.7.   | Cancún                                                                                | Lya Fernández              | Hikaru Satō Vanessa Wong                          |
| 18.7.   | Monastir                                                                              | Priska Madelyn Nugroho     | Priska Madelyn Nugroho Wei Sijia                  |
| 18.7.   | Caloundra                                                                             | Talia Gibson               | Monique Barry Vivian Yang                         |
| 25.7.   | Cordenons Serena Wines Tennis Cup Internazionali del Friuli Venezia Giulia 2022/Damen | Panna Udvardy              | Angelica Moratelli Eva Vedder                     |
| 25.7.   | Horb am Neckar BMW AHG Cup 2022                                                       | Jekaterina Makarowa        | Jekaterina Makarowa Jekaterina Reingold           |
| 25.7.   | El Espinar                                                                            | Mirra Andrejewa            | Eudice Chong Wong Hong-yi                         |
| 25.7.   | Nottingham                                                                            | Priscilla Hon              | Lee Pei-chi Wu Fang-hsien                         |
| 25.7.   | Dallas                                                                                | Katrina Scott              | Marija Kosyrewa Veronica Miroshnichenko           |
| 25.7.   | Calundra                                                                              | Talia Gibson               | Aoi Ito Nanari Katsumi                            |
| 25.7.   | Kottingbrunn                                                                          | Manon Arcangioli           | Amarissa Tóth Doğa Türkmen                        |
| 25.7.   | Vejle                                                                                 | Johanne Christine Svendsen | Valentina Ivanov Hannah Viller Møller             |
| 25.7.   | Monastir                                                                              | Priska Madelyn Nugroho     | Priska Madelyn Nugroho Wei Sijia                  |

### August
| Datum 1 | Turnierort                                                        | Siegerin Einzel        | Siegerinnen Doppel                             |
| ------- | ----------------------------------------------------------------- | ---------------------- | ---------------------------------------------- |
| 1.8.    | Grodzisk Mazowiecki Kozerki Open 2022                             | Kateřina Siniaková     | Alicia Barnett Olivia Nicholls                 |
| 1.8.    | Hechingen Boso Ladies Open Hechingen 2022                         | Lea Bošković           | Irina Chromatschowa Diana Schneider            |
| 1.8.    | San Bartolomé de Tirajana ITF World Tennis Tour Gran Canaria 2022 | Arantxa Rus            | Jéssica Bouzas Maneiro Leyre Romero Gormaz     |
| 1.8.    | Lexington Lexington Challenger 2022/Damen                         | Katie Swan             | Aldila Sutjiadi Kateryna Wolodko               |
| 1.8.    | Eupen                                                             | Aneta Kučmová          | Aneta Kučmová Misaki Matsuda                   |
| 1.8.    | Rio de Janeiro                                                    | Gabriela Cé            | Thaisa Grana Pedretti Noelia Zeballos          |
| 1.8.    | Agadir                                                            | Gergana Topalowa       | Angelica Moratelli Aurora Zantedeschi          |
| 1.8.    | Foxhills                                                          | Joanna Garland         | Freya Christie Ali Collins                     |
| 1.8.    | Kottingbrunn                                                      | Amarissa Tóth          | Karolína Kubáňová Ivana Šebestová              |
| 1.8.    | Frederiksberg                                                     | Rebecca Munk Mortensen | Jessica Luisa Alsola Johanne Svendsen          |
| 1.8.    | Savitaipale                                                       | Antonia Schmidt        | Anet Koskel Katriin Saar                       |
| 1.8.    | Pescara                                                           | Anastasia Grymalska    | Anastasia Grymalska Anne Schäfer               |
| 1.8.    | Monastir                                                          | Wei Sijia              | Saki Imamura Priska Madelyn Nugroho            |
| 8.8.    | Landisville Koser Jeweler Tennis Challenge 2022                   | Zhu Lin                | Sophie Chang Anna Danilina                     |
| 8.8.    | San Bartolomé de Tirajana ITF World Tennis Tour Maspalomas 2022   | Julia Grabher          | Ángela Fita Boluda Arantxa Rus                 |
| 8.8.    | Koksijde                                                          | Marie Benoît           | Magali Kempen Lara Salden                      |
| 8.8.    | Pärnu                                                             | Weronika Falkowska     | Justina Mikulskytė Walerija Strachowa          |
| 8.8.    | Leipzig Leipzig Open 2022                                         | Nina Potočnik          | Noma Noha Akugue Ella Seidel                   |
| 8.8.    | Öskemen                                                           | Hanna Kubarawa         | Jekaterina Maklakowa Alexandra Pospelowa       |
| 8.8.    | Radom                                                             | Çağla Büyükakçay       | Denisa Hindová Karolína Kubáňová               |
| 8.8.    | Brașov                                                            | Andreea Roșca          | Ilona Georgiana Ghioroaie Oana Georgeta Simion |
| 8.8.    | Danderyd                                                          | Brenda Fruhvirtová     | Rina Saigō Yukina Saigō                        |
| 8.8.    | Kairo                                                             | Jelena Pridankina      | Yasmin Ezzat Dimitra Pavlou                    |
| 8.8.    | Padova                                                            | Federica Bilardo       | Virginia Ferrara Giorgia Pedone                |
| 8.8.    | Cancún                                                            | Eryn Cayetano          | Gabriella Broadfoot Abigail Rencheli           |
| 8.8.    | Monastir                                                          | Priska Madelyn Nugroho | Saki Imamura Priska Madelyn Nugroho            |
| 15.8.   | New York City NYJTL Bronx Open 2022                               | Kamilla Rachimowa      | Anna Blinkowa Simona Waltert                   |
| 15.8.   | Mogyoród                                                          | Brenda Fruhvirtová     | Ilona Georgiana Ghioroaie Amarissa Tóth        |
| 15.8.   | Vrnjačka Banja                                                    | Mia Ristić             | Cristina Dinu Walerija Strachowa               |
| 15.8.   | Ourense                                                           | Kryszina Dsmitruk      | Maria Mateas Arantxa Rus                       |
| 15.8.   | Aldershot                                                         | Joanna Garland         | Freya Christie Ali Collins                     |
| 15.8.   | Bad Waltersdorf                                                   | Polina Leikina         | Jekaterina Owtscharenko Zdena Šafářová         |
| 15.8.   | Duffel                                                            | Vicky Van de Peer      | Giulia Crescenzi Anastassija Suchotina         |
| 15.8.   | Kairo                                                             | Gaia Squarcialupi      | Yasmin Ezzat Dimitra Pavlou                    |
| 15.8.   | Erwitte                                                           | Julia Middendorf       | Lisa-Marie Rioux Chiara Scholl                 |
| 15.8.   | Cancún                                                            | Solana Sierra          | Paris Corley Melany Krywoj                     |
| 15.8.   | Eindhoven                                                         | Maileen Nuudi          | Patricija Paukštytė Laïa Petretic              |
| 15.8.   | Bydgoszcz                                                         | Walerija Oljanowskaja  | Maryna Kolb Nadija Kolb                        |
| 15.8.   | Monastir                                                          | Saki Imamura           | Jiang Zijun Li Zongyu                          |
| 22.8.   | Přerov Zubr Cup 2022                                              | Barbora Paličová       | Anastasia Dețiuc Miriam Kolodziejová           |
| 22.8.   | Braunschweig BTHC Women’s Open 2022                               | Brenda Fruhvirtová     | Martina Colmegna Anna Klasen                   |
| 22.8.   | Roehampton                                                        | Gao Xinyu              | Rutuja Bhosale Erika Sema                      |
| 22.8.   | Verbier Verbier Open 2022                                         | Matilde Paoletti       | Erina Hayashi Kanako Morisaki                  |
| 22.8.   | Oldenzaal                                                         | Leyre Romero Gormaz    | Jacqueline Cabaj Awad Caijsa Wilda Hennemann   |
| 22.8.   | Goyang                                                            | Kyōka Okamura          | Kyōka Okamura Peangtarn Plipuech               |
| 22.8.   | Vigo                                                              | Antonia Ružić          | Francesca Curmi Elaine Genovese                |
| 22.8.   | Cancún                                                            | Solana Sierra          | Alisha Reayer Camila Romero                    |
| 22.8.   | Monastir                                                          | Li Zongyu              | Saki Imamura Honoka Kobayashi                  |
| 22.8.   | Norrköping                                                        | Laura Hietaranta       | Laura Hietaranta Laïa Petretic                 |
| 22.8.   | Kairo                                                             | Mayuka Aikawa          | Anastasia Abbagnato Beatrice Stagno            |
| 22.8.   | Wanfercée-Baulet                                                  | Stéphanie Visscher     | Polina Bachmutkina Anna Zyryanova              |
| 22.8.   | Bad Waltersdorf                                                   | Tiphanie Fiquet        | Karola Patricia Bejenaru Tiphanie Fiquet       |
| 29.8.   | Prag Kuchyně Gorenje Prague Open 2022                             | Réka Luca Jani         | Elixane Lechemia Julia Lohoff                  |
| 29.8.   | Collonge-Bellerive TCCB Open 2022                                 | Lucrezia Stefanini     | Jenny Dürst Weronika Falkowska                 |
| 29.8.   | Wien Ladies Open Vienna 2022                                      | Natália Szabanin       | Lena Papadakis Anna Sisková                    |
| 29.8.   | Triest                                                            | Julia Riera            | Lu Jiajing Nika Radišić                        |
| 29.8.   | Almaty                                                            | Jekaterina Maklakowa   | Schibek Qulambajewa Jekaterina Jaschina        |
| 29.8.   | Leiria                                                            | Natalija Stevanović    | Francisca Jorge Matilde Jorge                  |
| 29.8.   | Kairo                                                             | Sandra Samir           | Yasmin Ezzat Dimitra Pavlou                    |
| 29.8.   | Haren                                                             | Sina Herrmann          | Annelin Bakker Sarah van Emst                  |
| 29.8.   | Brașov                                                            | Ilinca Amariei         | Nastja Kolar Bojana Marinković                 |
| 29.8.   | Yeongwol                                                          | Jeong Su-nam           | Back Da-yeon Lee Eun-hye                       |
| 29.8.   | Monastir                                                          | Wei Sijia              | Honoka Kobayashi Jennifer Luikham              |

### September
| Datum 1 | Turnierort                                             | Siegerin Einzel                                   | Siegerinnen Doppel                                |
| ------- | ------------------------------------------------------ | ------------------------------------------------- | ------------------------------------------------- |
| 5.9.    | Montreux Elle Spirit Open 2022                         | Tamara Korpatsch                                  | Inès Ibbou Naïma Karamoko                         |
| 5.9.    | Frýdek-Místek                                          | Julie Štruplová                                   | Miriam Kolodziejová Dominika Šalková              |
| 5.9.    | Kairo                                                  | Anastassija Solotarjowa                           | Mayuka Aikawa Vanessa Ersöz                       |
| 5.9.    | Saint-Palais-sur-Mer                                   | Jessika Ponchet                                   | Magali Kempen Lu Jiajing                          |
| 5.9.    | Santarém                                               | Witalija Djatschenko                              | Mai Hontama Maddison Inglis                       |
| 5.9.    | Marbella                                               | Leyre Romero Gormaz                               | Jéssica Bouzas Maneiro Leyre Romero Gormaz        |
| 5.9.    | Cancún                                                 | Ava Markham                                       | Paris Corley Lexington Reed                       |
| 5.9.    | Casablanca                                             | Alina Kornejewa                                   | Laura Hietaranta Stéphanie Visscher               |
| 5.9.    | Yeongwol                                               | Back Da-yeon                                      | Kim Da-bin Lee So-ra                              |
| 5.9.    | Monastir                                               | Wei Sijia                                         | Honoka Kobayashi Milana Schabrailowa              |
| 12.9.   | Le Neubourg ITF Féminin Le Neubourg 2022               | Jaqueline Cristian                                | Freya Christie Ali Collins                        |
| 12.9.   | Caldas da Rainha Caldas da Rainha Ladies Open 2022     | Lucrezia Stefanini                                | Adriana Reami Anna Rogers                         |
| 12.9.   | Santa Margherita di Pula                               | Brenda Fruhvirtová                                | Schibek Qulambajewa Darja Semeņistaja             |
| 12.9.   | Darwin                                                 | Alexandra Bozovic                                 | Momoko Kobori Luksika Kumkhum                     |
| 12.9.   | Jablonec nad Nisou                                     | Leyre Romero Gormaz                               | Anna Danilina Walerija Strachowa                  |
| 12.9.   | Casablanca                                             | Laura Hietaranta                                  | Ilinca Dalina Amariei Linda Ševčíková             |
| 12.9.   | Scharm asch-Schaich                                    | Polina Jazenko                                    | Aljona Falej Nino Nazwlischwili                   |
| 12.9.   | Dijon                                                  | Loïs Boisson                                      | Jade Bornay Alina Granwehr                        |
| 12.9.   | Melilla                                                | Karola Bejenaru                                   | Karola Bejenaru Amy Zhu                           |
| 12.9.   | Cancún                                                 | Kaitlin Quevedo                                   | Anna Ulyashchenko Kelly Williford                 |
| 12.9.   | Monastir                                               | Bai Zhuoxuan                                      | Lee Ya-hsin Tsao Chia-yi                          |
| 12.9.   | Warna                                                  | Patricia Maria Țig                                | Patricia Maria Țig Maria Toma                     |
| 19.9.   | Vrnjačka Banja Vrnjačka Banja Open 2022                | Aliona Bolsova                                    | Darja Astachowa Jekaterina Reingold               |
| 19.9.   | Berkeley Berkeley Tennis Club Women’s Challenge 2022   | Madison Brengle                                   | Elvina Kalieva Peyton Stearns                     |
| 19.9.   | Darwin                                                 | Alexandra Bozovic                                 | Talia Gibson Petra Hule                           |
| 19.9.   | Santa Margherita di Pula                               | Katharina Hobgarski                               | Angelica Moratelli Camilla Rosatello              |
| 19.9.   | Otočec                                                 | Miriam Bulgaru                                    | Irina Chromatschowa Iryna Schymanowitsch          |
| 19.9.   | Guayaquil                                              | Sofia Sewing                                      | María Paulina Pérez Sofia Sewing                  |
| 19.9.   | Scharm asch-Schaich                                    | Jelena Pridankina                                 | Aglaya Fedorova Jelena Pridankina                 |
| 19.9.   | Cancún                                                 | Gabriela Rivera                                   | Maria Fernanda Navarro Oliva Lauren Proctor       |
| 19.9.   | Ceuta                                                  | Olga Helmi                                        | Maryna Kolb Nadija Kolb                           |
| 19.9.   | Monastir                                               | Nadine Keller                                     | Lee Ya-hsin Tsao Chia-yi                          |
| 19.9.   | Lubbock                                                | Liv Hovde                                         | Katarina Kozarov Veronica Miroshnichenko          |
| 26.9.   | San Sebastián Open International de San Sebastian 2022 | Julia Grabher                                     | Aliona Bolsova Katarina Sawazka                   |
| 26.9.   | Templeton Central Coast Pro Tennis Open 2022           | Madison Brengle                                   | Nao Hibino Sabrina Santamaria                     |
| 26.9.   | Nanao                                                  | Haruka Kaji                                       | Funa Kozaki Ikumi Yamazaki                        |
| 26.9.   | Santa Margherita di Pula                               | Ylena In-Albon                                    | Amina Anschba Oana Georgeta Simion                |
| 26.9.   | Lissabon                                               | Carole Monnet                                     | Francisca Jorge Matilde Jorge                     |
| 26.9.   | Otočec                                                 | Iryna Schymanowitsch                              | Jessie Aney Anna Sisková                          |
| 26.9.   | Austin                                                 | Peyton Stearns                                    | Elysia Bolton Jamie Loeb                          |
| 26.9.   | Eldorado                                               | Solana Sierra                                     | Júlia Konishi Camargo Silva Emma Lene             |
| 26.9.   | Guayaquil                                              | María Herazo González                             | Romina Ccuno María Herazo González                |
| 26.9.   | Scharm asch-Schaich                                    | Darja Schauha                                     | Anastasia Abbagnato Beatrice Stagno               |
| 26.9.   | Cancún                                                 | Kaitlin Quevedo                                   | Louise Kwong Anna Ulyashchenko                    |
| 26.9.   | Monastir                                               | Wei Sijia                                         | Dong Na Jennifer Luikham                          |
| 26.9.   | Hilton Head Island                                     | Das Turnier wurde wegen Hurrikan Ian abgebrochen. | Das Turnier wurde wegen Hurrikan Ian abgebrochen. |